# Уейхъ (приток на Хуанхъ)
Уейхъ или Вейхъ (на китайски: 渭河; на пинин: Wèi Hé) е река в Централен Китай, в провинции Гансу и Шънси, десен приток на Хуанхъ). Дължината ѝ е 818 km, а площта на водосборния басейн – 107 000 km² (по други данни: 790 km, 134 000 km²). Река Уейхъ води началото си от планината Лунси на 3098 m н.в. в провинция Гансу. По цялото си протежение тече в източна посока в дълбока тектонска долина между северните склонове на планината Цинлин на юг и Льосовото плато на север. Влива се отдясно в река Хуанхъ на 327 m н.в. в близост до град Уцун, провинция Шънси. Основни притоци: леви – Сянхъ, Санлухъ, Халухъ, Нютодхъ, Цишуйхъ, Лохъ; десни – Джанхъ, Дзехъ, Фънхъ. Уейхъ има типичен мусонен режим на оттока с максимум през лятото. Водите ѝ се използват на напояване. Долината ѝ е гъсто населена, като най-големите селища са градовете Лунси, Гангу и Тяншуй (в провинция Гансу), Баодзи и Сянян (в прониция Шънси).
Река Уей играе важна роля в китайската история, като се смята, че в нейната долина възниква китайската цивилизация. В долната част на басейна на Уей, равнината Гуанджун, се намират и столиците на династиите Джоу, Цин, Хан и Тан.